# Tranello
Tranello (Matraffica) è un film muto del 1926 diretto da Victor Fleming.

## Trama
Una giovane ragazza, che lavora come manicure ed è sposata con un uomo un po' zoticone e molto più vecchio di lei, si innamora di un giovane, ricco e famoso avvocato divorziosta, quando quest'ultimo passa le sue vacanze nella città canadese dove abita la coppia.